# Zasłonak cedrowy
Zasłonak cedrowy (Cortinarius cedriolens M.M. Moser) – gatunek grzybów należący do rodziny zasłonakowatych (Cortinariaceae).

## Systematyka i nazewnictwo
Pozycja w klasyfikacji według Index Fungorum: Cortinarius, Cortinariaceae, Agaricales, Agaricomycetidae, Agaricomycetes, Agaricomycotina, Basidiomycota, Fungi.
Po raz pierwszy opisał go w 1967 r. Meinhard Moser. Przez niektórych mykologów jest uważany za synonim gatunku Cortinarius parvannulatus.
Polską nazwę nadał mu Andrzej Nespiak w 1981 r.

## Morfologia
Kapelusz
Średnica 0,8–1,2 cm, mięsisty, u młodych okazów wypukły z podgiętym brzegiem, u starszych rozwierający się, na koniec rozpostarty z ostrym garbkiem i prostym brzegiem, w stanie wilgotnym promieniście prążkowany. Powierzchnia pokryta białymi, przylegającymi włókienkami, w stanie wilgotnym ochrowobrązowa, rdzawobrązowa, w stanie suchym jasnoochrowa. Eksykaty brązowe.
Blaszki
Średnio gęste, wąsko przyrośnięte, cynamonowe. Ostrza gładkie, tej samej barwy.
Trzon
Wysokość 3–5 cm, grubość 0,1–0,2 cm, cylindryczny. Powierzchnia sucha, płowobrązowa, na szczycie ochrowobrązowa. Eksykaty szarobrązowe.
Miąższ
Cienki, ochrowobrązowy, w szczycie trzonu liliowy o wyraźnym zapachu olejku cedrowego. W NaOH barwi się na ciemnobrązowo
trzonem
Cechy mikroskopowe
Bazydiospory 7,0-8,0 × 4,0–5,0 μm, elipsoidalne, brązowe, umiarkowanie brodawkowane, średnio dekstrynoidalne.

## Występowanie i siedlisko
W Polsce jedno stanowisko podano w 1981 r. w Białowieskim Parku Narodowym, w późniejszych latach podano wiele następnych. Według Władysława Wojewody rozprzestrzenienie i stopień zagrożenia tego gatunku w Polsce nie są znane.
Naziemny grzyb mykoryzowy. Występuje w lasach i zaroślach liściastych, rzadziej w borach sosnowych i świerkowych.